# Suruga-Bucht
Die Suruga-Bucht (jap. 駿河湾, Suruga-wan) ist eine Bucht an der Pazifikküste der Insel Honshū in Japan. Sie liegt in der Präfektur Shizuoka südlich des Fujisan und westlich der Izu-Halbinsel.
Die wichtigsten Flüsse, die in die Bucht einmünden, sind Abe, Fuji, Kano und Ōi.

## Weblinks

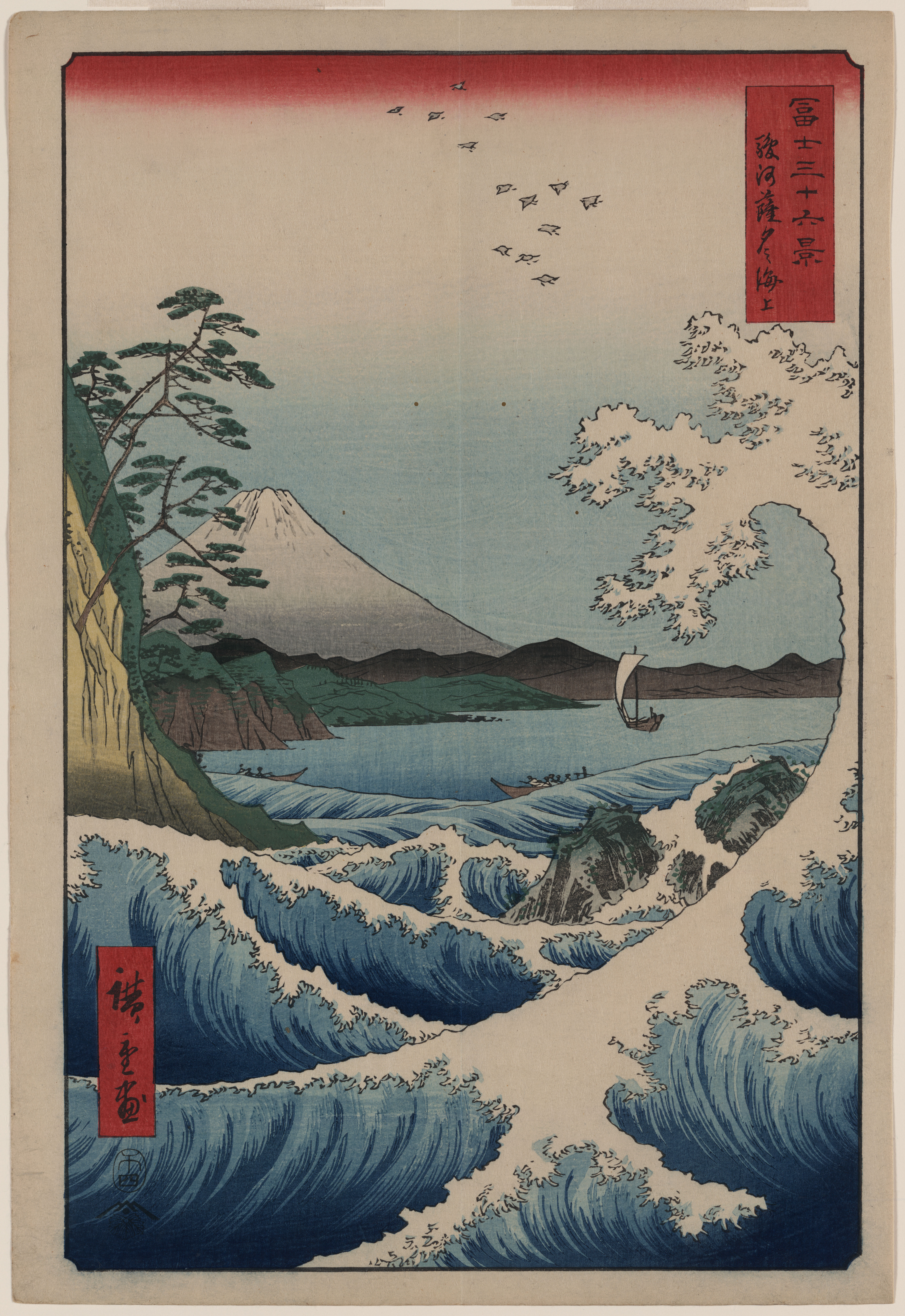
Das Meer um Satta, Suruga (Suruga, Satta no Kaijō), Holzdruck von Hiroshige, um 1858